# Napolimanicomio
Napolimanicomio è il primo album da solista del rapper italiano Clementino, pubblicato il 29 aprile 2006 dalla Lynx Records.
In seguito alla pubblicazione dell'album, Clementino ha intrapreso un tour che ha contato più di 200 date in tutta Italia.

## Tracce
1. Intro (Napolimanicomio) – 1:20
2. Passano gli anni – 2:58
3. L'età re' tass – 3:10
4. E continuo a camminare – 3:16
5. Funk allucinazioni (feat. Kiave) – 3:30
6. Mutagenics (feat. Paura) – 4:14
7. O' cazone largo (feat. Emcee O'Zi, Fabio Farti) – 3:44
8. Chi vedo? – 3:47
9. Pregiudizi universali (feat. Chief) – 3:28
10. Lettera al telefono (feat. Op'rot) – 3:01
11. In mezzo ai mastini (feat. Patto MC) – 4:03
12. La legge dei più – 2:05
13. No Problem (feat. Capone & Dope One) – 4:03
14. Stai senza cartucce – 2:51
15. Fantasy 3666 (feat. OneMic & Malva) – 4:50
16. Linea diretta Mi. Na. (feat. Spregiudicati) – 3:14
17. Industrial minestra (feat. Ganja Farm, Boom Buzz, Reddog & Rob) – 4:27
18. Senza l'anema (feat. Urano & Kapwan) – 4:35
19. L'età re' tass (Perrone Remix) – 3:09
20. Outro (Cibo per il cervello) – 1:22